# کافه توبا

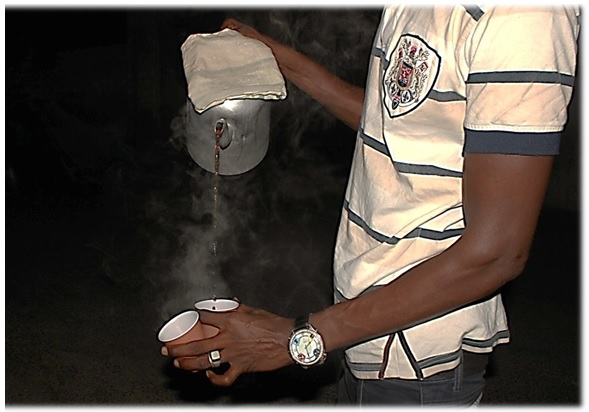
ریختن کافه توبا

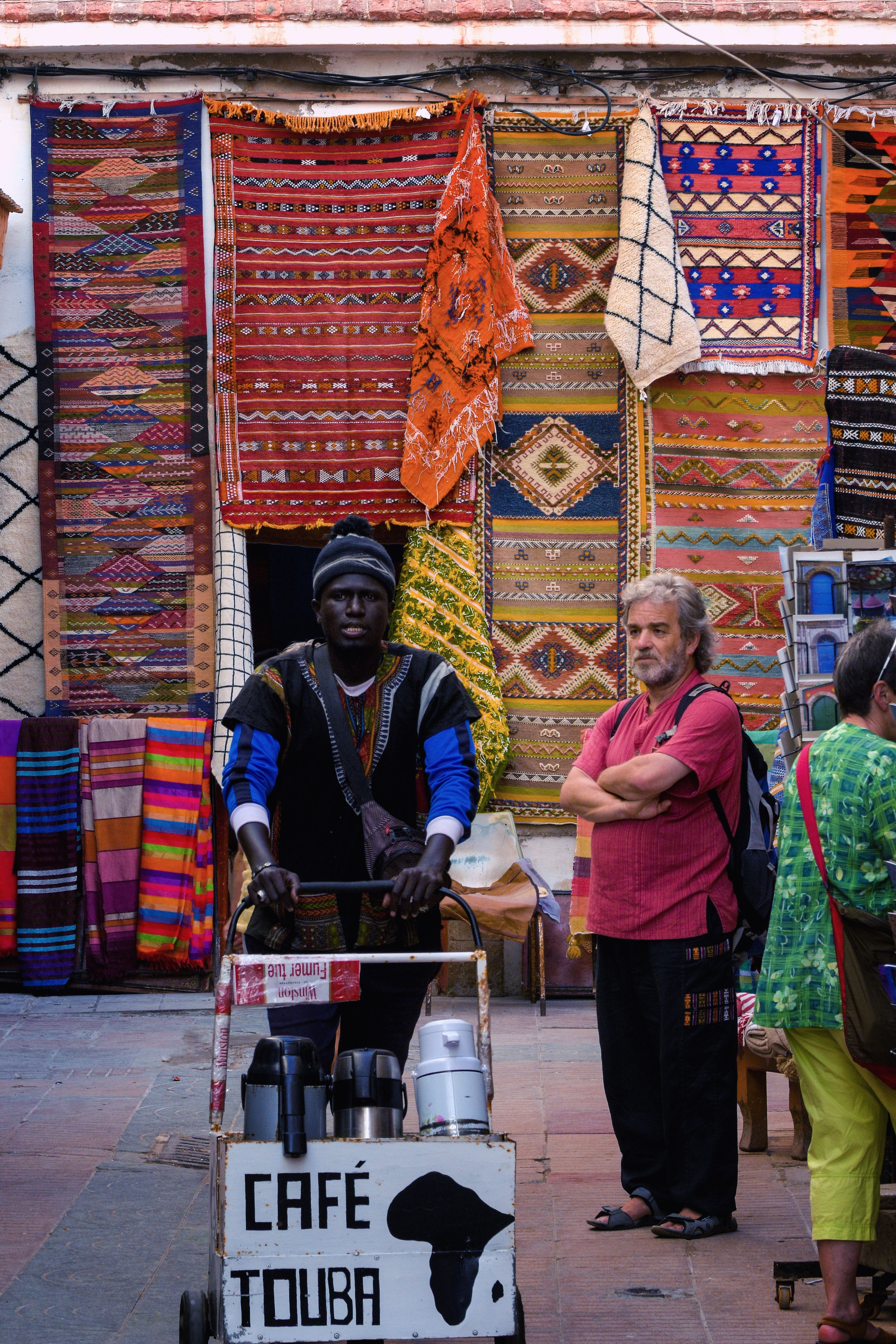
فروشنده کافه توبا در مراکش

کافه توبا یک نوشیدنی قهوه است که نوشیدنی سنتی محبوب کشور سنگال بوده و (اخیراً) در گینه بیسائو نیز مصرف می‌شود و به نام شهر توبا، سنگال نامگذاری شده است.
کافه توبا یک نوشیدنی قهوه است که با دانه‌های سلیم یا فلفل گینه (میوه خشک درختچه Xylopia aethiopica)(در زبان وولوف به‌طور محلی به عنوان دژار (djar) شناخته می‌شود) و گاهی میخک مزه دار می‌شود. افزودن دژار که در منطقه توبا کشت می‌شود، عامل مهم تمایز این نوشیدنی از قهوه معمولی است. ادویه‌ها با دانه‌های قهوه مخلوط و برشته می‌شوند، سپس به صورت پودر در می‌آیند. این نوشیدنی با استفاده از فیلتر، به روشی که برای تهیه قهوه قطره ای استفاده می‌گردد، تهیه می‌شود.